# Váy maxi

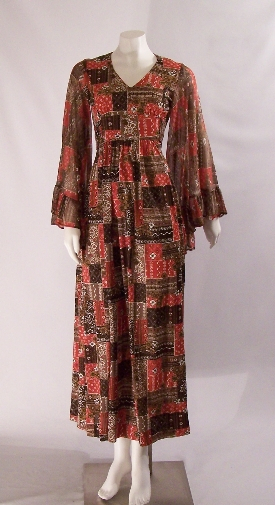
Váy Maxi

Váy maxi (hay còn gọi là đầm maxi) là kiểu váy dài mềm mại tạo cảm giác thoải mái cho người mặc nên rất được phái nữ, người mang thai và các ngôi sao nổi tiếng ưa chuộng vì tính chất thanh lịch, lãng mạn và kín đáo. Maxi xuất phát từ cụm từ minimum và maximum trong tiếng Anh, maxi là viết tắt của maximum nó thể hiện sự rộng rãi thoải mái phần thân trên của bộ trang phục. Đó cũng là nguồn gốc xuất phát của trang phục váy (đầm) Maxi. Váy Maxi thường có chiều dài chạm mắt cá chân hoặc dài hơn. Trang phục được thiết kế ôm lấy phần ngực người mặc và thả lỏng từ eo trở xuống. Nhiều váy maxi lại được cách điệu thêm phần thắt lưng để tôn lên vòng eo của bạn gái. Váy thường được làm từ vải cotton, polyester hoặc mới nhất là denim.

## Các kiểu váy
Váy maxi có đến hàng trăm, hàng nghìn kiểu thiết kế khác nhau, từ những ô vuông kẻ sọc, chấm bi, họa tiết hoa cho đến những thiết kế sử dụng sự phối hợp nhuần nhuyễn giữa các tông màu.
Váy maxi còn lựa chọn là váy áo của cô dâu trong dịp lễ cưới, đính hôn.